# 金策市
金策市（キムチェクし）は、朝鮮民主主義人民共和国咸鏡北道南部にある都市。旧称は城津（ソンジン/성진）。北朝鮮における製鉄業の中心地の一つである。
市名は、当地生まれの朝鮮人民軍司令官・金策（1951年に死去）にちなみ、1953年に改名された。

## 地理・気候
市の南側は日本海に面している。中心市街は、半円を描く城津湾の西に面している。気候は海に面しているために内陸ほどは寒くない。夏は比較的涼しい。
| 金策(1981〜2010)の気候 | 金策(1981〜2010)の気候 | 金策(1981〜2010)の気候 | 金策(1981〜2010)の気候 | 金策(1981〜2010)の気候 | 金策(1981〜2010)の気候 | 金策(1981〜2010)の気候 | 金策(1981〜2010)の気候 | 金策(1981〜2010)の気候 | 金策(1981〜2010)の気候 | 金策(1981〜2010)の気候 | 金策(1981〜2010)の気候 | 金策(1981〜2010)の気候 | 金策(1981〜2010)の気候 |
| 月                     | 1月                    | 2月                    | 3月                    | 4月                    | 5月                    | 6月                    | 7月                    | 8月                    | 9月                    | 10月                   | 11月                   | 12月                   | 年                     |
| ---------------------- | ---------------------- | ---------------------- | ---------------------- | ---------------------- | ---------------------- | ---------------------- | ---------------------- | ---------------------- | ---------------------- | ---------------------- | ---------------------- | ---------------------- | ---------------------- |
| 日平均気温 °C （°F）   | −4.2 (24.4)            | −2.1 (28.2)            | 2.0 (35.6)             | 7.8 (46)               | 12.4 (54.3)            | 16.0 (60.8)            | 20.0 (68)              | 22.3 (72.1)            | 18.0 (64.4)            | 12.3 (54.1)            | 5.2 (41.4)             | −1.1 (30)              | 9.05 (48.28)           |
| 降水量 mm （inch）     | 19.2 (0.756)           | 21.5 (0.846)           | 28.7 (1.13)            | 46.6 (1.835)           | 48.3 (1.902)           | 96.3 (3.791)           | 119.9 (4.72)           | 138.4 (5.449)          | 92.3 (3.634)           | 45.3 (1.783)           | 39.2 (1.543)           | 25.1 (0.988)           | 720.8 (28.377)         |
| 出典：気象庁           |                        |                        |                        |                        |                        |                        |                        |                        |                        |                        |                        |                        |                        |

| 金策 1961 - 1990年平均の気候              | 金策 1961 - 1990年平均の気候 | 金策 1961 - 1990年平均の気候 | 金策 1961 - 1990年平均の気候 | 金策 1961 - 1990年平均の気候 | 金策 1961 - 1990年平均の気候 | 金策 1961 - 1990年平均の気候 | 金策 1961 - 1990年平均の気候 | 金策 1961 - 1990年平均の気候 | 金策 1961 - 1990年平均の気候 | 金策 1961 - 1990年平均の気候 | 金策 1961 - 1990年平均の気候 | 金策 1961 - 1990年平均の気候 | 金策 1961 - 1990年平均の気候 |
| 月                                        | 1月                          | 2月                          | 3月                          | 4月                          | 5月                          | 6月                          | 7月                          | 8月                          | 9月                          | 10月                         | 11月                         | 12月                         | 年                           |
| ----------------------------------------- | ---------------------------- | ---------------------------- | ---------------------------- | ---------------------------- | ---------------------------- | ---------------------------- | ---------------------------- | ---------------------------- | ---------------------------- | ---------------------------- | ---------------------------- | ---------------------------- | ---------------------------- |
| 日平均気温 °C （°F）                      | −5.3 (22.5)                  | −3.8 (25.2)                  | 0.9 (33.6)                   | 7.0 (44.6)                   | 11.8 (53.2)                  | 15.5 (59.9)                  | 20.1 (68.2)                  | 22.1 (71.8)                  | 17.8 (64)                    | 11.8 (53.2)                  | 4.6 (40.3)                   | −2.2 (28)                    | 8.36 (47.05)                 |
| 出典：World Climate Kimchaek, North Korea |                              |                              |                              |                              |                              |                              |                              |                              |                              |                              |                              |                              |                              |

## 行政区画
22洞・22里を管轄する。
| - 錦川洞（クムチョンドン） - 蓮湖洞（リョノドン） - 城南洞（ソンナムドン） - 松嶺一洞（ソンニョンイルトン） - 松嶺二洞（ソンニョンイドン） - 松岩洞（ソンアムドン） - 水源洞（スウォンドン） - 新坪洞（シンピョンドン） - 双龍洞（サンニョンドン） - 双岩一洞（サンアミルトン） - 双岩二洞（サンアミドン） - 双化洞（サンファドン） - 業億洞（オボクトン） - 駅前洞（ヨクチョンドン） - 将峴洞（チャンヒョンドン） - 製鋼一洞（チェガンイルトン） - 製鋼二洞（チェガンイドン） - 青鶴洞（チョンハクトン） - 炭素洞（タンソドン） - 鶴城洞（ハクソンドン） - 漢泉洞（ハンチョンドン） - 海岸洞（ヘアンドン） | - 徳仁里（トギンニ） - 東興里（トンフンニ） - 龍湖里（リョンホリ） - 臨溟里（リンミョンニ） - 晩春里（マンチュンニ） - 放鶴里（パンハンニ） - 上坪里（サンピョンニ） - 石湖里（ソコリ） - 城上里（ソンサンニ） - 細川里（セチョンニ） - 松中里（ソンジュンニ） - 松興里（ソンフンニ） - 水洞里（スドンニ） - 玉泉里（オクチョンニ） - 院坪里（ウォンピョンニ） - 恩湖里（ウノリ） - 春洞里（チュンドンニ） - 塔下里（タパリ） - 豊年里（プンニョンニ） - 鶴東里（ハクトンニ） - 湖通里（ホトンニ） - 興坪里（フンピョンニ） |

## 歴史

### 近代以前
古代には粛慎、挹婁、濊貊、沃沮、靺鞨、夫余など多くの民族が活動する地域だった。高句麗が勢力を強めた結果としてこれらの民族を統合し編入した。その後、高句麗が668年に滅亡した後は、唐の支配下に入り、靺鞨族によって渤海が建国されると東京龍原府の管轄に属するようになった。
女真族の活動した時期を経て、13世紀に元の領土となった。14世紀後半、元の滅亡にともなってこの地は高麗の統治下に入り、吉州の管轄下となった。1398年、朝鮮王朝によって城津鎮が設置された。

### 近代
1898年、咸鏡北道吉州郡の城津鎮周辺および咸鏡南道端川郡の一部をあわせ、城津郡が設置された。1899年4月、開港にともない城津府が置かれたが、その後吉州郡に統合され、行政区域としては安定しなかった。1903年に吉州郡から城津郡が分割・再設置、1906年に城津府に昇格した。城津府は1910年10月1日に城津郡に降格された。1910年時点で、鶴上・鶴南・鶴中・鶴西・鶴東の5面が存在した。1920年、港や駅を中心とする地域に城津面が新設された。
日本統治下において、1930年代後半以降重工業化が進められ、1937年には日本高周波重工業城津製鉄所が操業を開始した。1939年には城津面が邑に昇格、1943年には城津邑が城津府に昇格した。城津府が成立して郡を離脱するのにともない、旧城津郡は鶴城郡に改名した。

### 第二次世界大戦後
第二次世界大戦後、城津府は城津市に改名した。
朝鮮戦争では城津も大きな被害を受けた。1951年1月、この地で生まれた朝鮮人民軍司令官・金策が死去すると、1953年にその栄誉を記念し、鶴城郡が金策郡に、城津市が金策市に改名された。
1952年に行われた行政区画再編により、金策郡の6里が金策市に編入、7里が咸鏡南道広泉郡（現・端川市の一部）に編入された。再編された金策郡は、鶴東面・鶴中面・鶴西面の全域と、鶴城面の一部（14里）で、金策邑は旧鶴城面鶴城里に置かれた（1邑23里）。なお、金策郡の邑はその後1953年から1954年にかけての一時期、臨溟里に移転している。
1961年、金策郡は金策市に編入された。
2002年現在、22洞22里が存在する。

### 年表
この節の出典
- 1941年10月1日 - 咸鏡北道城津郡城津邑が城津府に昇格。
- 1945年(光復直後) - 城津府が城津市に改称。
- 1951年 - 城津市が金策市に改称。
- 1952年12月 - 郡面里統廃合により、咸鏡北道金策市、金策郡鶴城面・鶴南面の各一部地域をもって、金策市を設置。金策市に以下の洞・里が成立。(5洞11里)
  - 青鶴里・新坪洞・漢泉洞・水源里・城南里・松岩洞・双化里・双岩里・双浦洞・蓮湖洞・将峴里・錦川里・龍沼里・晩春里・恩湖里・達利里
- 1955年 (10洞6里)
  - 青鶴里が青鶴洞に昇格。
  - 水源里が水源洞に昇格。
  - 城南里が城南洞に昇格。
  - 双岩里が双岩洞に昇格。
  - 双化里が双化洞に昇格。
- 1956年 - 龍沼里が晩春里に編入。(10洞5里)
- 1957年 (10洞5里)
  - 松岩洞・城南洞の境界線を調整。
  - 双化洞の一部が双浦洞・双岩洞に分割編入。
  - 双浦洞の一部が双化洞に編入。
- 1961年初 (14洞3里)
  - 双浦洞の一部が分立し、双浦一洞・双浦二洞が発足。
  - 双浦洞の残部・双化洞の一部が合併し、松嶺洞が発足。
  - 錦川里が錦川洞に昇格。
  - 将峴里が将峴洞に昇格。
- 1961年2月 - 金策郡金策邑・放鶴里・石湖里・炭素里・松中里・興坪里・水洞里・湖通里・松興里・上坪里・業億里・細川里・東興里・鶴東里・龍湖里・城上里・臨溟里・玉泉里・院坪里・徳仁里・塔下里・王徳里・春洞里を編入。(17洞23里)
  - 金策邑が鶴城洞に昇格。
  - 炭素里が炭素洞に昇格。
  - 業億里が業億洞に昇格。
- 1965年 (19洞23里)
  - 青鶴洞の一部が分立し、駅前洞が発足。
  - 漢泉洞の一部が分立し、海岸洞が発足。
- 1972年11月 - 松嶺洞が分割され、松嶺一洞・松嶺二洞が発足。(20洞23里)
- 1981年 - 王徳里が豊年里に改称。(20洞23里)
- 1985年 (20洞23里)
  - 双浦一洞が製鋼一洞に改称。
  - 双浦二洞が製鋼二洞に改称。
- 1988年7月 - 達利里および恩湖里の一部が合併し、双龍洞が発足。(21洞22里)
- 1993年12月 - 双岩洞が分割され、双岩一洞・双岩二洞が発足。(22洞22里)

#### 金策郡(城津郡、鶴城郡)
- 1914年4月1日 - 郡面併合により、咸鏡北道城津郡に以下の面が成立。(6面)
  - 鶴上面・鶴南面・鶴中面・鶴西面・鶴東面・鶴城面
- 1920年 - 鶴城面が城津面に改称。(6面)
- 1931年4月1日 - 城津面が城津邑に昇格。(1邑5面)
- 1939年 - 城津邑の一部が鶴上面・鶴南面に分割編入。(1邑5面)
- 1941年4月1日 - 鶴上面・鶴中面の各一部が城津邑に編入。(1邑5面)
- 1941年10月1日 (5面)
  - 城津邑が城津府に昇格、郡より離脱。
  - 城津郡が鶴城郡に改称。
- 1945年 - 鶴上面および鶴中面の一部が合併し、鶴城面が発足。(5面)
- 1951年 - 鶴城郡が金策郡に改称。(5面)
- 1952年12月 - 郡面里統廃合により、咸鏡北道金策郡鶴東面・鶴中面・鶴西面および鶴城面の一部地域をもって、金策郡を設置。金策郡に以下の邑・里が成立。(1邑23里)
  - 金策邑・放鶴里・徳満里・源津里・炭素里・松中里・興坪里・水洞里・湖通里・松興里・業億里・細川里・東興里・鶴東里・龍湖里・城上里・臨溟里・玉泉里・院坪里・徳仁里・塔下里・水使里・王徳里・春洞里
- 1953年 (1邑23里)
  - 金策邑が鶴城里に降格。
  - 臨溟里が金策邑に昇格。
  - 放鶴里の一部が松興里に編入。
- 1954年 (1邑24里)
  - 金策邑が臨溟里に降格。
  - 鶴城里および松中里・湖通里の各一部が合併し、金策邑が発足。
  - 興坪里の一部が炭素里に編入。
  - 源津里が石湖里に改称。
  - 松興里の一部が分立し、上坪里が発足。
- 1956年 (1邑24里)
  - 水使里が玉泉里に編入。
  - 徳満里の一部が分立し、青鶴里が発足。
- 1961年初 - 青鶴里・徳満里が細川里に編入。(1邑22里)
- 1961年2月 - 金策郡廃止。
  - 金策邑・放鶴里・石湖里・炭素里・松中里・興坪里・水洞里・湖通里・松興里・上坪里・業億里・細川里・東興里・鶴東里・龍湖里・城上里・臨溟里・玉泉里・院坪里・徳仁里・塔下里・王徳里・春洞里が金策市に編入。

## 交通
- 平羅線
  - 晩春駅 - 双龍駅 - 金策駅 - 長坪駅 - 鶴城駅 - 松上駅 - 業億駅 - 院坪駅

## 教育
- 金策空軍大学

## 産業
日本統治時代から重工業が発展し、城津製鋼所（旧:日本高周波重工業 城津製鉄所）などの大工場なども多い。製鉄業は同国随一であり、とくに特殊鋼の生産でも同国最大の都市である。また、水産業は東海岸最大を誇る。農業は果樹類の生産が多い。

## 備考
- 日本気象協会の天気図用紙では、他の朝鮮半島の地名は近年すべて朝鮮語読みに変更されたにもかかわらず、当地は「ジョーシン」と旧称の日本語読みで記載されている。
- 金策製鉄所と金策航空大学は金策市ではなく清津市に、金策工業総合大学も同じく平壌直轄市に所在する。

## 注
1. ↑  “平年値データ  キムチェク（金策）”.   気象庁 (2013年4月). 2013年4月2日閲覧。
2. ↑   “Kimchaek, North Korea Climate Normals 1961-1990”.   World Climate Home. 2013年4月1日閲覧。
3. ↑  明治43年10月1日朝鮮総督府令第7号による。『朝鮮総督府官報』第29号p. 14（明治43年10月1日）参照。
4. ↑  함경북도 김책시 역사